# Ірвінг Яффе
Ірвінг Уоррен Яффе (англ. Irving Warren Jaffee; 15 вересня 1906, Нью-Йорк — 20 березня 1981, Сан-Дієго) — американський ковзаняр, дворазовий олімпійський чемпіон 1932 року.
Батьками Ірвінга Яффе були євреї, які в 1896 році емігрували в США з Росії. Яффі ріс в Бронксі. У дитинстві він грав в бейсбол.
З 14 років почав бігати на ковзанах. Щоб оплачувати оренду льоду, він підробляв чистильником льоду на ковзанці.
У 1920-х роках брав участь у безлічі змагань. У 1926 році виграв змагання «Срібні ковзани» на дистанції 2 милі (Silver Skates two-mile race). У США Ірвінг Яффе здобув популярність в 1927 році, коли він встановив кілька національних рекордів. Він був включений в олімпійську команду США для участі в Олімпійських іграх 1928 року.
На Зимових Олімпійських іграх 1928 року в Санкт-Моріці Ірвінг Яффе був одним з фаворитів. Але на дистанції 5 000 метрів посів лише четверте місце. Великі шанси на перемогу мав Яффі на дистанції 10 000 метрів. Ірвінг вийшов на старт в парі з норвежцем Бернтом Евенсеном. Яффе виграв забіг з часом 18: 36,5. Це був найкращий час серед всіх забігів, що відбулися. Однак через різке потепління, лід на відкритій ковзанці, де проводилися змагання, почав швидко танути. Змагання були припинені. Незважаючи на протести спортсменів, які вимагали оголосити Яффе чемпіоном, всі результати забігів, які відбулись були анульовані, і переможець не був оголошений.
На Зимових Олімпійських іграх 1932 року в американському Лейк-Плесіді Ірвінг Яффе виграв дві золоті Олімпійські медалі на дистанціях 5000 і 10 000 метрів.
Під час «Великої депресії» в США Яффе був змушений закласти свої золоті олімпійські медалі за 3500 доларів. Коли він знову отримав роботу, безуспішно намагався викупити медалі.
Згодом Яффе був тренером.